# マントー
マントー（古希: Μαντώ, Mantō）は、ギリシア神話に登場する複数の人物の名前である。最も有名なのは、テイレシアースの娘である。マントーという名前は、古代ギリシア語で「予言者、預言者」を意味する Mantis に由来する。

## テイレシアースの娘
マントーは、預言者テイレシアースの娘でモプソスの母である。テイレシアースはテーバイの神官で、伝承によると、交尾中の蛇を目撃した後に女性に変わり、その後はヘーラーの巫女になったと言われている。
エピゴノイの戦争の間、マントーは戦利品としてデルポイに連れていかれた。アポローンは彼に関する預言を探させるために彼女をコロポーンに派遣した。彼女はラキオスと結婚し、モプソスを産んだ（ただしいくつかの理由により、アポローンが父親であった）。『ビブリオテーケー』によると、彼女はアルクマイオーンとの間にアムピロコスとティーシポネーの2人の子供を授かった。ローマ神話ではマントーはイタリアを訪れ、ティベリウスとの間にオクヌスを生んだ。オクヌスはマントヴァを発見し、母親の名前から名付けた。
マントーの預言の能力は、父を遙かに凌ぐものだったと言われている。
ダンテ・アリギエーリの『神曲』「地獄編」においては、ダンテが第八圏第四の嚢で見た魔女の1人である。

## ヘーラクレースの娘
マントーはヘーラクレースの娘の名前としても登場する。マウルス・セルウィウス・ホノラトゥス(comm. on Virgil, Aeneid X, 199)によると、マントヴァの名前の由来となったのはこの人物である。

## ポリュイードスの娘
また別のマントーは、予言者ポリュイードスの娘である。彼女と姉妹のアステュクラテイアは、息子のカリポリスを殺したアルカトオスの贖罪に来た父に連れられ、メガラーを訪れた。2人の墓は、後にメガラにあるのが発見された(Pausanias, Description of Greece, 1. 43. 5)。

## メラムプースの娘
マントーは、また別の有名な予言者メラムプースの娘の名前でもある。彼女の母は、メガペンテースの娘イーピアネイラであり、アンティパテース、プロノエー等の兄弟姉妹がいる(Diodorus Siculus, Library of History, 4. 68. 5)。